# Gál Hedda

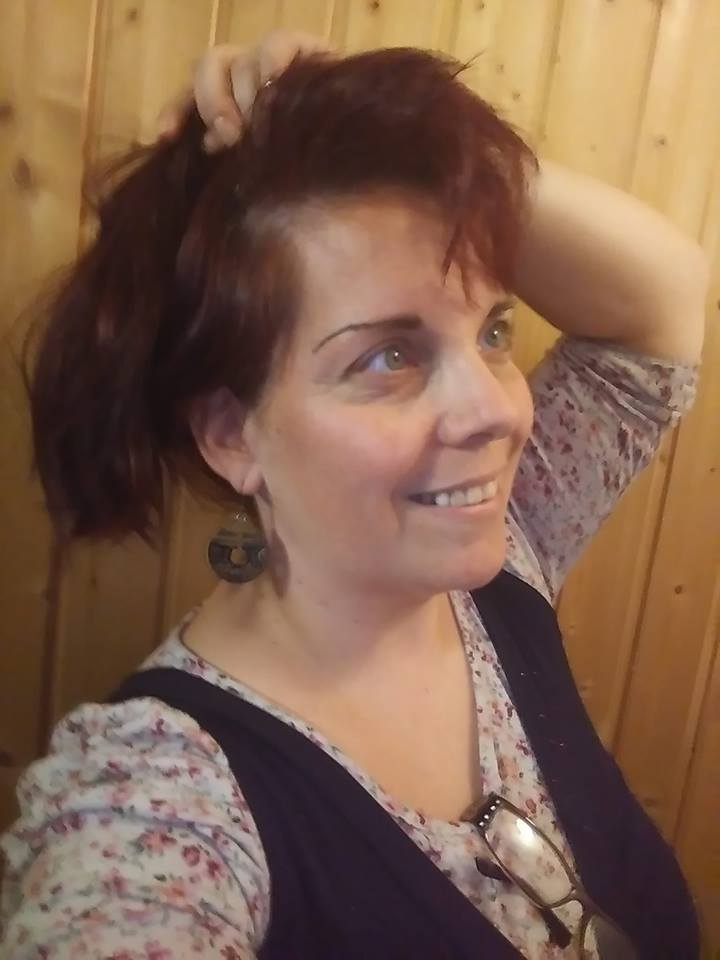
Gál Hedda

Gál Hedda énekesnő, író, könyvtáros, kertészmérnök. 
A stílusok, amelyekben mozog, a középkori reneszánsz autentikus daloktól a kortárs magyar vers-zenén, az ír népzenén keresztül a dzsessz-sztenderdekig határolhatók be.

## Közreműködött

### Szövegíróként
2016. Ősanya (versek, novellák, GARBÓ kiadó) + CD-melléklet a Hoppál Mihály Band zenésítésében  
2019. Röpkekilenc (versek, kisprózák rólad s rólam, Szerzői kiadás) + hangoskönyvként a youtube-on  

### Zenei kapcsolódások, formációk énekeseként, szerzőjeként
2019-től a Coquette jazz duó alapítójaként, énekeseként. (gitár: Horváth Zsolt) (bp.)
2016-tól az Irish Wave ír népzenét feldolgozó és játszó zenekar (Fodor Miklós - fuvola, Hoppál Mihály - basszusgitár, Dévényi Zoltán - gitár) énekeseként (Bp.)
2016-től az Ellenanyag (Fodor Miklós - fuvola, Haász Veronika - zongora, Mády Kálmán - ütőhangszerek) formáció énekeseként Szentmártoni János kortárs költő (az Írószövetség elnöke) versei, illetve Ady Endre versei énekelve (Bp.)
2016-tól a Mar-Team (Fodor Martin - gitár, Futó Ádám Runnair – beatbox) énekeseként
2015-től a HeddaJazz zenekar alapítója, énekese (Haász Veronika – zongora, Spischak Dávid – nagybőgő, Nagy Csaba - dobok kíséretében Ella Fitzgerald-dalok) (Bp)
2015-től TáncReakció (Hoppál Mihály Hunorral és Futó Ádám (runnair) beatboxossal, Szabó T. Anna költőnő, Jónás Tamás költő és Csík Mónika vajdasági költőnő közreműködésével, akusztikus, élő előadások) (Bp.)
2011-től Gál–Balog reneszánsz duó (Balog Péter kobozművésszel középkori dalok magyar nyelvre fordított akusztikus előadása) (Bp.)
2010-2016 Sajtkukacz zenekar (Molnár Györggyel, Borzsák Kamillával és Clemente Gáborral, gyerekdalok főként Lackfi János verseiből, akusztikus élő előadás) (Bp.)
2010-2016 Aphonia zenekar (Molnár Györggyel, Borzsák Kamillával felnőtteknek szóló kortárs verszene akusztikus élő előadásban) (Bp.)
2009-2011 Cantilena Régizene Együttes énekeseként (Bp.)
2009-2010 VersZengő verséneklő együttes énekeseként (Bp.)
2004-2008 Kapaszkodó Együttes vendégénekeseként (Zenta)
1996-2004 Kiriana Együttes (Zenta) énekeseként

### Zenés darabok énekeseként
2014 – A tékozló fiú Radványi Balázs által írt dalainak hanganyagra éneklése.
1999 – Pogányok (Herczeg Ferenc azonos című művének zenés történelmi színjátéka, Borsi Ferenc zenéjével), Zenta, énekesként.

### Megjelent lemezek énekeseként, szerzőjeként
2016 – Ősanya – Hoppál Mihály Band dalok szövegírójaként (Garbó Kiadó)
2016 – Ugrálóház – Sajtkukacz zenekar és Lackfi János közös lemeze (Móra Kiadó)
2013 – Verskardigán – Aphonia zenekar-Lackfi János közös lemeze a költő közreműködésével. NarRator Records. 2014-ben és 2015-ben Fonogram díjra jelölve az Alternatív kategóriában
2011 – a „The Travelling Trio” Texasban megjelent és Emmy díjjal kitüntetett DVD-jén énekesként (Gál-Balog reneszánsz duó: Ungarescha). Big Red Hat Productions
2010 – Radírmocsok– Sajtkukacz Zenekar és Lackfi János családi lemeze. Gryllus Kiadó. 2010-ben a zenei anyag Kaleidoszkóp díjas lett.
2010 – Ahonnan jöttem – Aphonia duó magánkiadású lemeze Nagy Teréz verseiből (kereskedelmi forgalomba nem hozott)
2010 – Benedek Elek versei énekelve, Galkó Balázs színművész közreműködésével (nem megjelent hanganyag)
2001 – „Mégis értünk szól az ének” a zentai Kiriana együttes énekelt verses lemeze (CD, kazetta, Zenta). 

## Díjak
- Többszörös Kaláka-különdíj a Zentai Énekelt Versek Fesztiváljain (1996-2014 között)
- Diósgyőri Kaláka Folkfesztivál 1999 (különdíj)
- Kaleidoszkóp-díj (2010)
- Misztrál Fesztivál II. helyezett (2010)
- Jókai-díj – 2016. Nemzetközi irodalmi díj a Jókai Egyesület jóvoltából
- Jókai-díj - 2020. Nemzetközi irodalmi díj a Jókai Egyesület jóvoltából